# Frühabort
Ein Frühabort – von lat. aboriri (zugrunde gehen, abgehen) – ist eine Fehlgeburt, die innerhalb der ersten 12–14 Schwangerschaftswochen erfolgt. Man nimmt an, dass dies für etwa die Hälfte aller befruchteten Eizellen schon in den ersten zwei bis drei Wochen der Fall ist. Die meisten Frühaborte verlaufen unbemerkt als spontane Aborte.
Eine Fehlgeburt nach der 12. bis 14. Schwangerschaftswoche wird als Spätabort bezeichnet, die Unterscheidung zwischen Früh- und Spätabort ist unscharf und wegen der unterschiedlichen Behandlung sinnvoll: Während bis zur 12. bis 14. Schwangerschaftswoche entweder eine Kürettage durchgeführt oder die Spontanausstoßung abgewartet werden kann, sollte nach der 14. SSW p.c. erst eine von wehenfördernden und/oder gebärmutterhalserweichenden Mitteln unterstützte Fehlgeburt abgewartet werden, die Kürettage dann zur vollständigen Entfernung von zurückgebliebenen Mutterkuchenanteilen angefügt werden.
Eine Fehlgeburt nach zwei vorangegangenen Fehlgeburten wird unabhängig vom jeweiligen Schwangerschaftsalter zusätzlich als habitueller Abort bezeichnet.

## Ursachen
Fehlgebildete Zygoten, etwa die Hälfte davon aufgrund von Chromosomenstörungen, sind die häufigste Ursache dieser Frühaborte. Hier sind wiederum Aneuploidien häufig festzustellen. Bei einer Untersuchung von 776 fehlgeborenen Feten fanden sich u. a. folgende Befunde, die wahrscheinlich zur Fehlgeburt geführt haben:
- 117 × Triploidie,
- 114 × Monosomie X 45,X,
- 6 × 46,XX/45,X,
- 41 × Tetraploidie,
- 16 × Trisomie 2,
- 3 × Trisomie 3,
- 6 × Trisomie 4,
- 1 × Trisomie 5,
- 8 × Trisomie 6,
- 10 × Trisomie 7,
- 13 × Trisomie 8,
- 11 × Trisomie 9,
- 10 × Trisomie 10,
- 2 × Trisomie 11,
- 3 × Trisomie 12,
- 17 × Trisomie 13,
- 15 × Trisomie 14,
- 55 × Trisomie 15,
- 101 × Trisomie 16,
- 14 × Mosaik-Trisomie 16,
- 1 × Trisomie 17,
- 17 × Trisomie 18,
- 11 × Trisomie 20,
- 45 × Trisomie 21,
- 42 × Trisomie 22.

Es ist auch möglich, dass die Ursache des Frühabortes bei der Frau liegt. Hier sind zu nennen: Fehlbildungen des inneren Genitales, Infektionen, endokrine Erkrankungen wie eine Gelbkörperschwäche, Übergewicht und immunologische Faktoren.
Treten Frühaborte bei einer Frau gehäuft (habituell) auf, muss mit einer Wahrscheinlichkeit von 3 bis 5 % mit chromosomalen Auffälligkeiten bei einem der beiden Elternteilen gerechnet werden. Eine genetische Beratung ist darum zu empfehlen.